# قاسم مرادی
قاسم مرادی سیاست‌مدار ایرانی بود، که در  دوره بیست و یکم   بعنوان نماینده اسلام‌آباد غرب در مجلس شورای ملی حضور داشت.